# Secuestro de Cristián Edwards
El secuestro de Cristián Edwards fue una acción llevada a cabo por el grupo Frente Patriótico Manuel Rodríguez (FPMR) entre el 9 de septiembre de 1991 y el 1 de febrero de 1992, y que consistió en la captura y retención bajo amenaza de muerte del empresario Cristián Edwards del Río, uno de los hijos del dueño del diario El Mercurio, Agustín Edwards Eastman.

## Los hechos
El plan de secuestro del empresario comenzó a fraguarse a fines de 1990. Según consta en las declaraciones de Mauricio Hernández en el proceso por la muerte del senador Jaime Guzmán, durante una reunión de la cúpula frentista que integraban además Galvarino Apablaza y Juan Gutiérrez Fischmann, se concluyó que era necesario realizar una operación de envergadura para solventar los gastos que demandaba el funcionamiento del FPMR. Los frentistas calculaban que en caso de secuestrar a Edwards el botín podría superar el millón de dólares, cifra que les permitiría sobrevivir por más de un año, sin exponer a sus militantes en asaltos menores. Como jefe de la estructura operativa, a Hernández Norambuena le correspondió distribuir y coordinar las labores de alrededor de 20 frentistas que participaron en la operación.

"El secuestro de Edwards tuvo para el frente una finalidad financiera, junto a ello, golpeábamos a una de las más poderosas familias chilena y de reconocidos vínculos con la dictadura militar y los norteamericanos. Pero sobre todo lo fundamental fue conseguir los recursos que necesitábamos"
Mauricio Hernández Norambuena, comandante del FPMR

El 9 de septiembre de 1991, en el primer subterráneo de los estacionamientos del edificio Plaza Lyon, en la calle Coyancura en Providencia, tres frentistas encapuchados tomaron por sorpresa a Cristián Edwards cuando este se retiraba de su trabajo. Envuelto en un saco de dormir, lo introdujeron en un vehículo y se perdieron por las calles de Santiago. La noticia se dio a conocer a través de los medios de comunicación sólo quince días después de ocurridos los hechos.
Durante su cautiverio, los frentistas utilizaron con Edwards los mismos métodos aplicados en secuestros anteriores: mantenerlo encerrado en un cubículo de tres metros de largo por 1.50 metros de ancho y 2.10 metros de alto, construido especialmente para el efecto en un inmueble del pasaje Vicente Huidobro de Macul, propiedad del matrimonio formado por los frentistas Rafael Escorza Henríquez y María Cristina San Juan. Además era distraído con música permanente y sin luz natural para desorientarlo respecto al paso del tiempo. Durante el tiempo que se prolongó el cautiverio los frentistas jamás se atribuyeron el secuestro del entonces gerente de diarios regionales de El Mercurio.
El 1 de febrero de 1992, casi cinco meses después de haber sido secuestrado, Edwards finalmente fue liberado con el previo pago de un millón de dólares (fuentes habilitadas señalan que la suma habría ascendido a cinco millones de dólares). Las negociaciones entre los secuestradores y la familia Edwards se realizó mediante una serie de anuncios clasificados publicados en El Mercurio en los días que duró el cautiverio.
Semanas después de los hechos, cinco miembros del comando implicado en el plagio fueron arrestados por la BIOC (Brigada Investigadora de Organizaciones Criminales), entre ellos Ricardo Palma Salamanca, "El Negro", uno de los autores materiales del asesinato de Jaime Guzmán, además de Maritza Jara, José Miguel Martínez, Rafael Escorza, y su esposa María Cristina San Juan.
Poco después de su liberación, el ejecutivo —quien nunca se ha querido referir al tema, cultivando un bajísimo perfil— se radicó en Estados Unidos, donde trabajó en The New York Times hasta mediados de 2009, fecha en que retornó a Chile para desarrollar labores administrativas en El Mercurio S.A.P.